# Herregårde i Roskilde Amt
Herregårde i Roskilde Amt. Fra 1808 til 1970 var amtet indlemmet i Københavns Amt.
Før kommunalreformen i 1970 bestod amt et af 4 herred er:

## Ramsø Herred
- Farebæksholm
- Risbyholm
- Spanager
- Svenstrup (Borup Sogn)
- Vibygård

## Sømme Herred
- Bistrup Hovedgård
- Kornerupgård
- Sortebrødregård (Roskilde Kloster)
- Østrupgård (Kirkerup Sogn)

## Tune Herred
- Gjeddesdal

## Voldborg Herred
- Dyrlundsgård (forsvundet)
- Egholm (Sæby Sogn)
- Grubbe-Ordrup (forsvundet)
- Herslev Hovedgård (forsvundet)
- Krabbesholm (Gershøj Sogn)
- Ledreborg
- Lindholm (Gevninge Sogn)
- Ryegård
- Skullerupholm
- Sonnerupgård
- Særkløse (forsvundet)
- Trudsholm (Sonnerup Sogn)
- Aastrup (Soderup Sogn)